# Argenteuil
Argenteuil je severozahodno predmestje Pariza in občina v osrednji francoski regiji Île-de-France, podprefektura departmaja Val-d'Oise. Leta 2008 je imelo naselje 103.250 prebivalcev.
Argenteuil je poznan po tamkajšnjih beluših, sama beseda argenteuil pa je tudi sinonim za beluše na jedilnikih.
V drugi polovici 19. stoletja je Argenteuil postal slaven zaradi slikarjev, ki so delovali tam, med drugimi tudi Claude Monet, Jean-Étienne Delacroix, Pierre-Auguste Renoir in Georges Braque.

## Geografija
Naselje leži v osrednji Franciji ob desnem bregu reke Sene, 12 km od središča Pariza.

## Administracija
Argenteuil je sedež treh kantonov:
- Kanton Argenteuil-Sever (del občine Argenteuil: 28.161 prebivalcev),
- Kanton Argenteuil-Vzhod (del občine Argenteuil: 37.417 prebivalcev),
- Kanton Argenteuil-Zahod (del občine Argenteuil: 37.672 prebivalcev).

## Zgodovina
Argenteuil je bil ustanovljen v 7. stoletju kot ženski samostan, prvikrat omenjen leta 697 v kraljevi ustanovni listini kot Argentoialum.

## Znamenitosti
- kapela sv. Janeza Krstnika iz 10. stoletja,
- neoromanska bazilika sv. Denisa, 19. stoletje.

## Pobratena mesta
- Alessandria, Italija (Italija),
- Clydebank (Škotska),
- Dessau (Nemčija),
- Hunedoara (Romunija).